# Бетонвилије (Ер и Лоар)
Бетонвилије (фр. Béthonvilliers) насеље је и општина у централној Француској у региону Центар (регион), у департману Ер и Лоар која припада префектури Ножан ле Ротру.
По подацима из 2011. године у општини је живело 148 становника, а густина насељености је износила 12,0 становника/km². Општина се простире на површини од 12,33 km². Налази се на средњој надморској висини од 250 метара (максималној 261 m, а минималној 156 m).

## Демографија
| 1962. | 1968. | 1975. | 1982. | 1990. | 1999. | 2011. |
| ----- | ----- | ----- | ----- | ----- | ----- | ----- |
| 131   | 180   | 163   | 147   | 145   | 133   | 148   |

График промене броја становника у току последњих година